# جريزلدا الطيب
جريزلدا الطيب (15 مارس 1925 - 20 مايو 2022)، هي فنانة تشكيلية وعالمة أنثروبولوجيا ثقافية بريطانية سودانية، اشتهرت بشكل أساسي بأبحاثها الرائدة في الأزياء التقليدية لأنها تعكس ثقافة السودان ومجتمعه منذ السبعينيات من القرن العشرين. وهي زوجة الباحث البارز البرفيسور عبد الله الطيب.

## وفاتها
توفيت يوم الجمعة 20 مايو 2022.